# Тёрнер, Марк (когнитивист)
Марк Тёрнер (англ. Mark Turner; род. 24 марта 1954, США) — американский ученый-когнитивист, лингвист. Доктор философии (1983), профессор Кейс-Вестерн-Резерв университета, прежде заслуженный Университетский профессор Мэрилендского университета (2001—2004). Лауреат премии Аннелизы Майер (2015).
Изучал английский язык и математику в Калифорнийском университете в Беркли, получит там и докторскую степень по англистике. Работал в университетах Чикаго и Мэриленда, в 2004 перебрался в Кливленд. В 2007—2009 завкафедрой когнитивистики Кейс-Вестерн-Резерв университета, в 2004—2006 декан колледжа искусств и наук. Вместе с Gilles Fauconnier в 1993 выдвинул теорию «Концептуального смешения».
Автор The Literary Mind: The Origins of Thought and Language (Oxford, 1996), Reading Minds: The Study of English in the Age of Cognitive Science (Princeton, 1991), Cognitive Dimensions of Social Science: The Way We Think about Politics, Economics, Law, and Society (Oxford, 2001) {Рец.}. Соавтор Copilots for Linguists: AI, Constructions, and Frames (Cambridge University Press, 2024).
Женат на Megan Whalen Turner.